# The Power (singel Snap!)
The Power – pierwszy singel niemieckiego zespołu Snap!, promujący debiutancki album World Power. W 1990 roku utwór został numerem jeden w Holandii, Szwajcarii i Wielkiej Brytanii oraz na listach US Billboard Hot Dance Club Play i Hot Rap.

## Lista utworów
1990 version
12" maxi
1. "The Power" (ful mix) (6:00)
2. "The Power" (switch mix) (6:21)
3. "The Power" (potential mix) (5:42)

7" single
1. "The Power" (3:47)
2. "The Power" (dub) (5:35)

1996 version
1. "The Power '96" (silk 7") (3:53)
2. "The Power '96" (E=mc2 12") (6:44)
3. "The Power '96" (original dub 12") (4:57)
4. "Ex-Terminator" (from the class 'X) (5:21)

## Notowania i sprzedaż
| Lista (1990)                                    | Najwyższa pozycja |
| ----------------------------------------------- | ----------------- |
| Australian ARIA Singles Chart                   | 13                |
| Austrian Singles Chart                          | 3                 |
| Dutch Top 40                                    | 1                 |
| Eurochart Hot 100                               | 1                 |
| French SNEP Singles Chart                       | 15                |
| German Singles Chart                            | 2                 |
| Irish Singles Chart                             | 5                 |
| Italian Singles Chart                           | 4                 |
| New Zealand Singles Chart                       | 6                 |
| Norwegian Singles Chart                         | 3                 |
| Swedish Singles Chart                           | 3                 |
| Swiss Singles Chart                             | 1                 |
| UK Singles Chart                                | 1                 |
| U.S. Billboard Hot 100                          | 2                 |
| U.S. Billboard Hot Dance Club Play              | 1                 |
| U.S. Billboard Hot R&B/Hip-Hop Singles & Tracks | 4                 |
| U.S. Billboard Hot Rap Singles                  | 1                 |
| Lista (1996)1                                   | Najwyższa pozycja |
| Finnish Singles Chart                           | 12                |
| Swedish Singles Chart                           | 40                |

| Lista (1990)           | Pozycja |
| ---------------------- | ------- |
| Austrian Singles Chart | 13      |
| Dutch Top 40           | 7       |
| Swiss Singles Chart    | 9       |
| U.S. Billboard Hot 100 | 26      |

| Kraj            | Certyfikat | Data            | Saprzedaż |
| --------------- | ---------- | --------------- | --------- |
| Niemcy          | Złoto      | 1990            | 250,000   |
| Holandia        | Złoto      | 1990            | 40,000    |
| Szwecja         | Złoto      | 1 sierpnia 1990 | 10,000    |
| Wielka Brytania | Srebro     | 1 sierpnia 1990 | 200,000   |
| U.S.            | Platyna    | 17 lipca 1990   | 1,000,000 |